# Jean Dénis Wanga
Jean Dénis Wanga Edingue (n. Douala, Camerún, 12 de abril de 1975) es un exfutbolista camerunés. Jugaba de mediocampista y militó en diversos clubes de Camerún, Chile, China y Grecia (país donde jugó la mayor parte de su carrera). Además, Fue seleccionado internacional camerunés en una sola oportunidad. En el 2000, se convirtió en el primer jugador camerunés, en jugar en el fútbol chileno, al ser fichado por Coquimbo Unido, donde jugó la Copa Chile y la primera rueda del campeonato nacional de ese año.

## Clubes
| Club              | País    | Año         |
| ----------------- | ------- | ----------- |
| Union Douala      | Camerún | 1994 - 1995 |
| Panafpliakos      | Grecia  | 1995 - 1996 |
| Panargiakos       | Grecia  | 1996 - 1997 |
| Panelefsiniakos   | Grecia  | 1997 - 1999 |
| Chongqing Longxin | China   | 1999        |
| Coquimbo Unido    | Chile   | 2000        |
| Acharnaikos FC    | Grecia  | 2000 - 2001 |
| Egaleo FC         | Grecia  | 2001 - 2004 |
| Kallithea FC      | Grecia  | 2004 - 2005 |
| Kalamata FC       | Grecia  | 2005 - 2007 |